# The National Anthem (Black Mirror)
"The National Anthem" é o primeiro episódio da primeira temporada da série antológica de ficção científica britânica Black Mirror. O episódio foi escrito pelo criador da série Charlie Brooker e dirigido por Otto Bathurst; foi ao ar pela primeira vez no Channel 4 em 4 de dezembro de 2011.
No episódio, o primeiro-ministro britânico (Rory Kinnear) desperta de manhã para ser informado pelo Ministro do Interior (Lindsay Duncan) que a Princesa Susannah (Lydia Wilson), um membro muito amado da Família Real, foi sequestrada e será assassinada caso o primeiro-ministro se recuse a ter relações sexuais com um porco na televisão nacional.

## Enredo
O episódio começa com o primeiro-ministro britânico Michael Callow (Rory Kinnear) sendo informado de que a Princesa Susannah (Lydia Wilson), um membro querido da Família Real e duquesa de Beaumont, é sequestrada. Para o seu resgate, o primeiro-ministro deve ter relações sexuais com um porco ao vivo na televisão nacional, o sequestrador também faz uma lista com especificações técnicas para evitar que a transmissão seja falsificada. Callow se opõe fortemente ao cumprimento das condições e faz todos os esforços para pegar o sequestrador antes do prazo estipulado. Ele também manda que a notícia não se torne pública, mas o vídeo pedindo o resgate foi postado no YouTube e, apesar de ter ficado online por apenas nove minutos, foi baixado e republicado por grande parte do público. Embora os meios de comunicação britânicos tenham sido advertidos pelo governo para não reportar a história para impedir que o caso chegasse até a imprensa estrangeira, ecos da história são feitos. Depois disto, a imprensa britânica fica sem escolha, mas começa a retransmiti-las. A resposta inicial da população é um sentimento de simpatia em relação a Callow, com a maioria do público acreditando que ele não vai atender ao pedido. Simultaneamente, vários internautas do Twitter começam a usar a hashtag #Snoutrage.
Quando o governo britânico recebe o vídeo, uma das assessoras do primeiro-ministro, Alex Cairns (Lindsay Duncan), tenta criar um vídeo falso para ser retransmitido (usando alta tecnologia para colocar a cabeça do primeiro-ministro no corpo de um ator substituto para ter relações com o animal). O sequestrador acaba descobrindo a farsa e envia um dedo da Princesa Susannah para uma agência de informação do Reino Unido como resposta. Quando a história vem à tona imediatamente a opinião pública começa a se voltar contra Callow: agora mais obrigado a ir em frente com o pedido de resgate o sequestrador. Isto leva o ministro a ordenar uma operação de resgate imediata no edifício onde Susannah supostamente estava sendo mantida refém, ignorando o tempo de observação recomendado. É revelado que o edifício era uma cilada e uma repórter acaba sendo ferida durante a operação, fazendo Callow perder ainda mais apoio.
Depois de ter sido informado de que o seu partido, o público e a Família Real estão exigindo que ele atenda ao pedido de resgate e sabendo que nem ele nem sua família teriam proteção contra repercussões caso ele se recusasse, Callow realiza o ato ao vivo diante de uma platéia global. Isso cria um sentimento de repulsa em todos os telespectadores, mas ainda assim as pessoas continuavam assistindo. A princesa, em seguida, é encontrada ilesa cambaleando na rua, o dedo pertencia ao sequestrador. Também é revelado que ela foi libertada do cárcere um pouco antes do término do prazo, mas isso passou despercebido pois todo mundo estava distraído com a transmissão televisiva. Em seguida, é descoberto que o vencedor do Prêmio Turner Prize, Carlton Bloom, foi quem havia planejado tudo, com a intenção de fazer algo artístico demostrando como poderia criar um ato de grande importância sob os narizes de todo mundo, enquanto eles estavam "em qualquer lugar, assistindo TV " e ignorando o mundo real. Bloom cometeu suicídio enquanto a transmissão ao vivo estava acontecendo, e é decidido que nenhum detalhe sobre a libertação antecipada da princesa fosse divulgado, nem mesmo para Callow. 
Um ano depois do evento, a imagem política de Callow manteve-se intacta e ganhou mais aprovação entre a população devido a sua disposição de sacrificar a sua dignidade. A Princesa Susannah se recuperou do sequestro e está esperando uma criança, enquanto o público geral tornou-se ciente de que Bloom foi o responsável por ter organizado todo o incidente. Embora a reputação de Callow tenha crescido aos olhos do público, é mostrado que a relação com a sua esposa (Anna Wilson-Jones) não sobreviveu ao caso — um ano após o incidente, ela é vista fazendo uma aparição pública com ele, mas é totalmente fria com ele em privado.

## Produção
Brooker revelou durante uma entrevista que outros animais além do porco foram considerados para o ato sexual que Callow é forçado a realizar: ele disse: "Nós pensamos em todo o quintal", e até consideramos "uma roda gigante de queijo", mas escolhi um porco como "você precisava de algo que encalhe a linha entre cômico e nojento". Ele afirmou que o enredo do episódio foi inspirado pela controvérsia de Gordon Brown, chamando um membro do público de "um fanático" após falar com ela, e também os Fabulous Furry Freak Brothers onde, como ele se lembra, "um chefe de polícia queria fazer sexo com um porco".
Durante outra entrevista, Brooker disse que ele e Konnie Huq, sua esposa, estavam no set de filmagens assistindo a cena onde Callow faz sexo com o porco. Ele afirma de forma divertida que Bathurst não fez nenhum "corte", e, ao invés disso, deixou Kinnear continuar a se aproximar do porco colocando a mão nas costas do animal, até que Kinnear disse: "Eu não vou mais longe ...".

## Recepção da crítica
O The A.V. Club avaliou o episódio com um A, escrevendo: "A genialidade de Black Mirror está em como sutilmente se constrói, fazendo questão de sempre questionar a loucura da premissa ou qualquer história menor. Cada reviravolta parece orgânico, cada decisão é racional. O sequestrador, é claro, mais que necessariamente tem que falhar. A imprensa inicialmente se esforça com a forma de relatar com sensibilidade tal história insana, mas sua mão é forçada pelos meios de comunicação social e pelo poder inefável da internet". O The Telegraph classificou o episódio com quatro de cinco estrelas comentando: "Território novo, de fato, é uma ideia demente e brilhante, a sátira é tão audaciosa que me deixou gritando de boca aberta, um pouco parecido como aquele pobre porco". O The Independent também comentou: "Este drama cuidadosamente elaborado é compacto e envolvente, a medida em que a tensão vai aumentando em graus com o tempo se movendo cada vez mais perto para o término do prazo para atender às demandas do sequestrador. Ele vem como sendo anti-Twitter, mas também serve como um conto de alerta sobre o poder da "mente coletiva" que é a mídia social. O The Guardin escreveu: "Para o olho inexperiente, o primeiro [episódio de Black Mirror], National Anthem, parece uma suspeitosa sátira política - e muito superior - ao invés de uma visão de ficção-científica do poder da tecnologia para distorcer o mundo. Todos os aparelhos parecem muito familiares e o voyeurismo muito crível: há mais distopia num episódio de Spooks".